# Daphnis protrudens
Daphnis protrudens är en fjärilsart som beskrevs av Felder 1874. Daphnis protrudens ingår i släktet Daphnis och familjen svärmare. Inga underarter finns listade i Catalogue of Life.

## Beskrivning

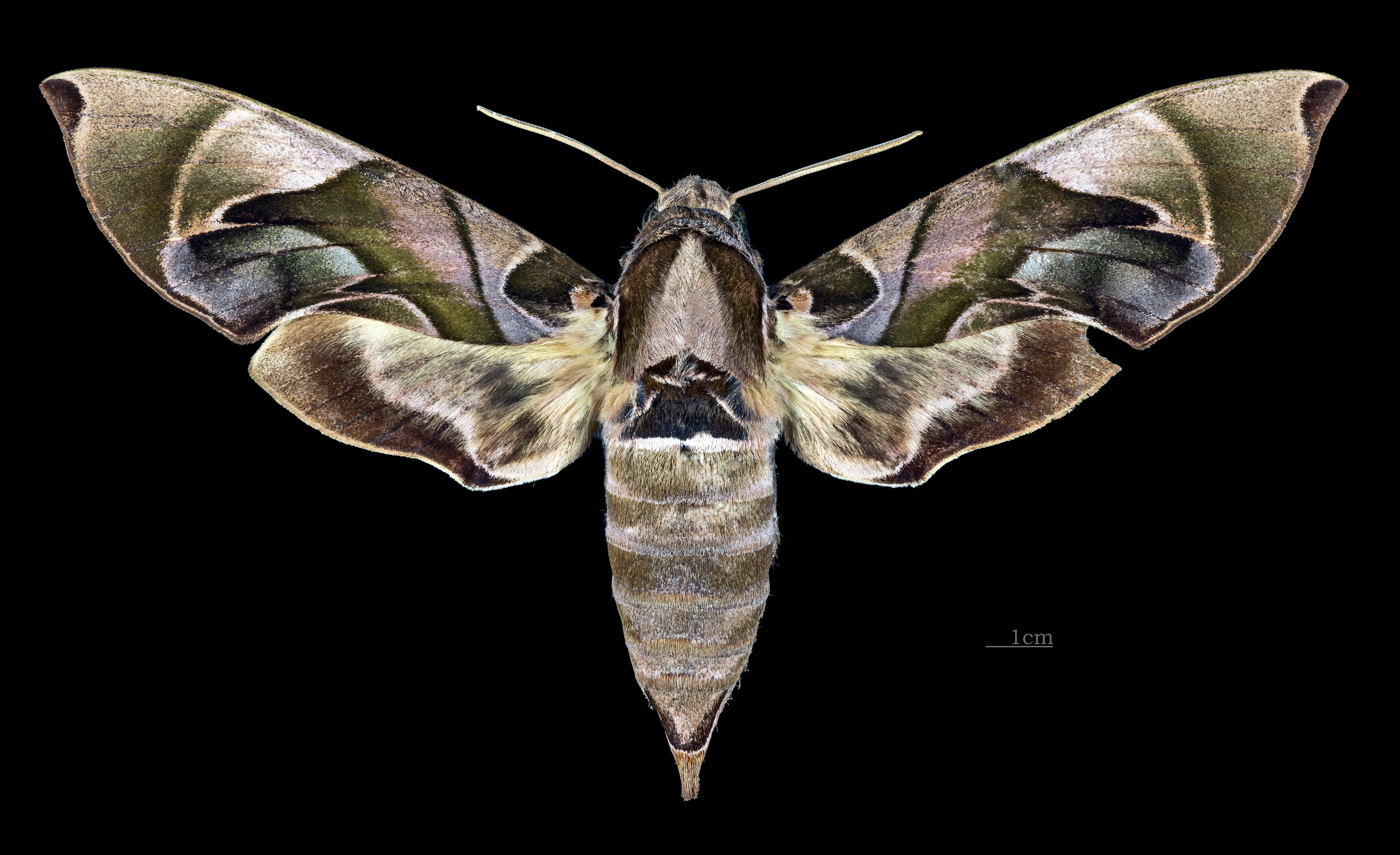
Daphnis protrudens   ♀
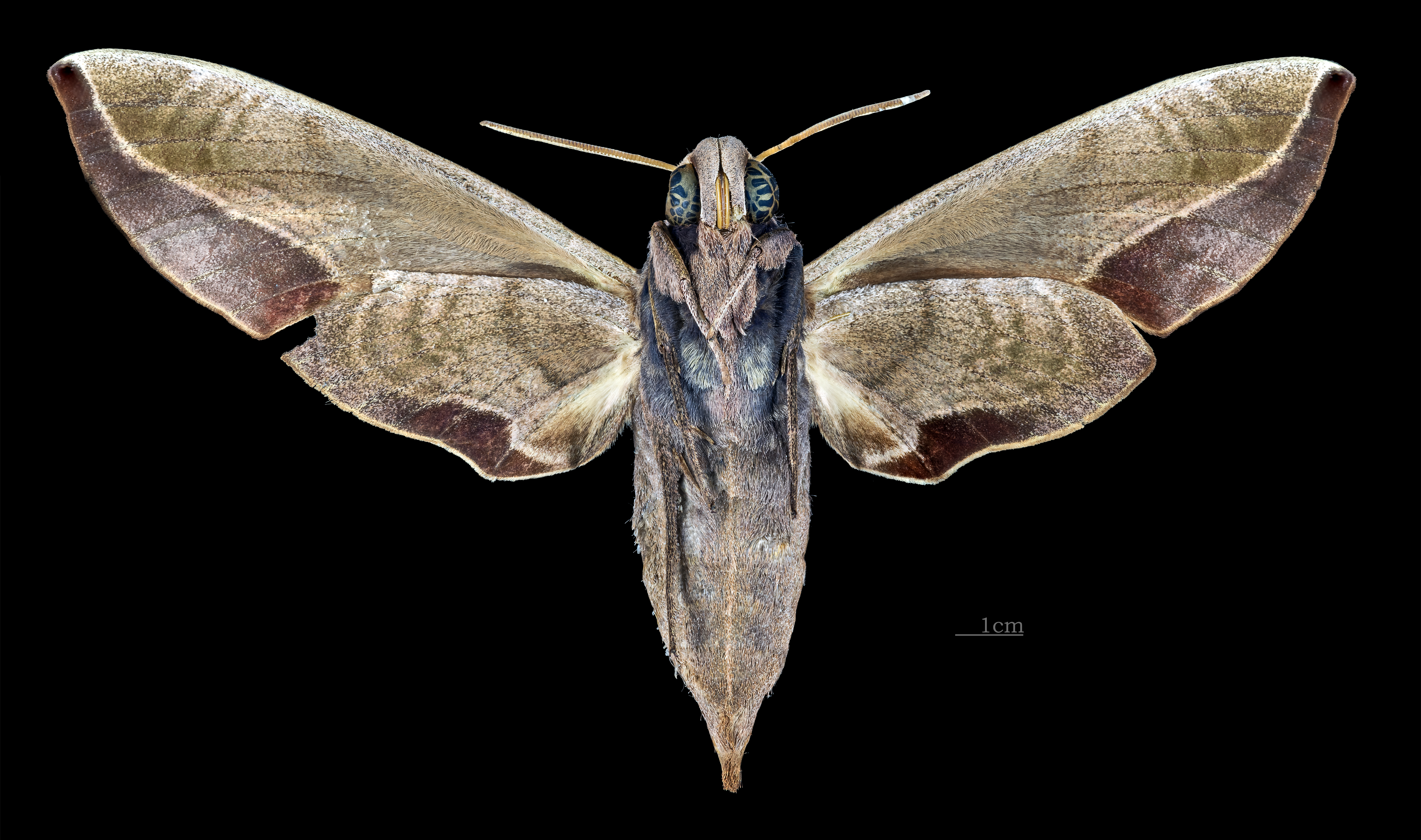
Daphnis protrudens  ♀ △